# Marietta karakalensis
Marietta karakalensis är en stekelart som beskrevs av Svetlana N. Myartseva 1995. Marietta karakalensis ingår i släktet Marietta och familjen växtlussteklar.
Artens utbredningsområde är Turkmenistan. Inga underarter finns listade i Catalogue of Life.